# Napalm Market
A Napalm Market, a finn Lordi legrégebbi hanganyaga, 1993-ból. Nem komplett nagylemez, csupán egy 5 felvételt tartalmazó demo. Az egyik felvétel, az "I Would Do It All For You", 2002-ben, Would You Love A Monsterman címmel lett kiadva. Az "Inferno" című felvétel, pedig a demón egy körülbelül 7 perces verzióban található meg, míg 1995-ben, egy helyi rockválogatás albumra 04:55 időtartamban került fel.

## A kazettán található felvételek
Az összes dal szövegét, és zenéjét Tomi Putaansuu írta.
1. Inferno
2. I Would Do It All For You
3. Interball Mexico
4. Anti-Bohemian
5. Saga

## Külső hivatkozások
- https://web.archive.org/web/20090907153343/http://www.lordi-france.fr/